# IIIe siècle av. J.-C. en science
IVe siècle av. J.-C. en science - IIIe siècle av. J.-C. - IIe siècle av. J.-C. en science
Chronologie de la science
Cet article concerne les événements concernant les sciences et les techniques qui se sont déroulés durant le IIIe siècle av. J.-C.

## Événements
- Vers 300 av. J.-C. : le philosophe Théophraste publie Les Signes du temps, premier ouvrage de prévisions météorologiques en Europe[1].
- 288 av. J.-C. : Ptolémée fonde le musée d’Alexandrie (Mouseïon) en Égypte et le dédie aux Muses[2]. Il fonde aussi la bibliothèque d'Alexandrie sans doute sur les conseils de Démétrios de Phalère.
  - École médicale d’Alexandrie : le médecin et anatomiste Hérophile de Chalcédoine (335-280 av. J.-C.) établit un tableau général du système nerveux, montrant le rôle de la moelle épinière et du cerveau. Il étudie l’œil et le nerf optique. Il établit le diagnostic par le pouls et dissèque des cadavres humains pour améliorer ses connaissances en anatomie. Il distingue deux sortes de vaisseaux sanguins, les artères et les veines[3]. Son rival Érasistrate de Céos (304-250 av. J.-C.) se spécialise dans l’étude de la circulation et fonde véritablement la physiologie. Il aurait distingué les nerfs moteurs et sensitifs[4].
  - École mathématique d’Alexandrie : le mathématicien grec Euclide (vers 325-265 av. J.-C.) y aurait enseigné la géométrie[5]. Il organise toutes les recherches antérieures et y ajoute les siennes propres (postulat d’Euclide). Il pose les principes de sa géométrie dans les Éléments, qui ont fait autorité jusqu’au XIXe siècle. Auteur également des « Données », des « Porismes » (perdu), et d’une Optique.
- 287-212 av. J.-C. :  vie du savant grec Archimède. Il calcule le nombre pi à la deuxième décimale par la méthode des polygones inscrits et exinscrits[6].
- Vers 280 av. J.-C. : Aristarque de Samos, (310-230 av. J.-C.) dans son ouvrage intitulé Sur les dimensions et les distances du Soleil et de la Lune, est le premier à tenter d'évaluer le diamètre du Soleil et de la Lune et leur distance par rapport à la Terre, en introduisant les premières notions de calcul trigonométrique. Il utilise la taille de l’ombre de la Terre sur la Lune pour estimer que le rayon de la Lune est égal au tiers de celui de la Terre[7]. Il émet l'idée que la Terre tourne autour du Soleil, première théorie de l’héliocentrisme, décrite dans L’Arénaire par Archimède[8].
- Vers 270 av. J.-C. :
  - le savant Ctésibios fonde l’école des mécaniciens d’Alexandrie. Il invente une orgue hydraulique et perfectionne la clepsydre[9].
  - Hérophile diffuse son traité sur l'importance de la gymnastique pour la santé[10].
- Vers 262-190 av. J.-C. : vie du mathématicien Apollonius de Perga, connue pour ses travaux sur les sections coniques[11].
- Vers 265 av. J.-C. : Archimède, âgé de 22 ans, chargé par le roi Hiéron II de Syracuse de vérifier la pureté du métal d'une couronne d'or découvre le principe de l'hydrostatique[12].
- Vers 245-200 av. J.-C. : le mathématicien et géographe grec Ératosthène de Cyrène, nommé par Ptolémée III, dirige la bibliothèque d’Alexandrie[13] ; ses plus grands travaux sont le calcul de la circonférence de la Terre en utilisant l'ombre d'un gnomon (250 000 stades soit 40 000 km) et le crible d'Ératosthène. Il mentionne ce qui semble être l'actuel lac Tana, appelé par les Grecs Psébo ou Coloê et son île de Dak[14].
- Vers 250 av. J.-C.-225  : pile électrique de Bagdad, poterie de la période parthe qui aurait servi de pile électrique[15].
- Vers 225  av. J.-C. : De la sphère et du cylindre, traité de géométrie d'Archimède. Il calcule la somme des infiniment petits en nombre illimité, soit le calcul intégral.
- Vers  219 av. J.-C. : le savant Ératosthène de Cyrène devient précepteur de Ptolémée IV[9].
- 213-212  av. J.-C. : pour défendre Syracuse, Archimède aurait conçu de fabuleuses machines : grues géantes pour envoyer des projectiles sur les navires, miroirs réfléchissant le soleil afin d’incendier les bateaux à distance[16]…

- En Égypte, utilisation du saqieh ou sakia, appareil élévateur d’eau équipé d’une vis sans fin[17].

## Personnages significatifs
- Archimède.